# Shannonomyia congenita
Shannonomyia congenita är en tvåvingeart som först beskrevs av William George Dietz 1921.  Shannonomyia congenita ingår i släktet Shannonomyia och familjen småharkrankar. Inga underarter finns listade i Catalogue of Life.